# راندي بيتالكورين
راندي بيتالكورين مواليد 31 ديسمبر 1991 في دافاو، الفلبين، هو ملاكم محترف فلبيني يصنف ضمن فئة وزن خفيف الذبابة بدأ مسيرته الاحترافية سنة 2009 حيث انتصر في نزاله الأول.

## إحصائيات
خاض خلال مسيرته 33 نزالا، فاز في 29 وتعادل في 1 وخسر في 3. فاز بالضربة القاضية في 22 نزالا.

## روابط خارجية
- راندي بيتالكورين على موقع بوكس ريك (الإنجليزية) (registration required)